# Festival international du film de Toronto 1992
Le Festival international du film de Toronto 1992 est la 17e édition du festival et s'est déroulé du 10 au 19 septembre 1992.

## Prix
| Prix,                                              | Film                                                 | Réalisateurs                                    |
| -------------------------------------------------- | ---------------------------------------------------- | ----------------------------------------------- |
| People's Choice Award                              | Ballroom Dancing                                     | Baz Luhrmann                                    |
| Metro Media Award                                  | C'est arrivé près de chez vous                       | Benoît Poelvoorde, Rémy Belvaux et André Bonzel |
| Best Canadian Feature Film                         | Requiem pour un beau sans-cœur                       | Robert Morin                                    |
| Best Canadian Feature Film - Special Jury Citation | Léolo                                                | Jean-Claude Lauzon                              |
| Best Canadian Feature Film - Special Jury Citation | Chomsky, les médias et les illusions nécessaires     | Peter Wintonick et Mark Achbar                  |
| Best Canadian Short Film                           | Les Sauf-conduits                                    | Manon Briand                                    |
| Best Canadian Short Film - Special Jury Citation   | Blue                                                 | Don McKellar                                    |
| Best Canadian Short Film - Special Jury Citation   | The Fairy Who Didn't Want to Be a Fairy Anymore (en) | Laurie Lynd (en)                                |
| Best Canadian Short Film - Special Jury Citation   | Moose Jaw                                            | Rick Hancox                                     |
| Best Canadian Short Film - Special Jury Citation   | My Niagara                                           | Helen Lee (en)                                  |
| Prix FIPRESCI                                      | Reservoir Dogs                                       | Quentin Tarantino                               |

## Programme

### Gala Presentation
- Ballroom Dancing de Baz Luhrmann
- Reservoir Dogs de Quentin Tarantino
- Les Épices de la passion d'Alfonso Arau
- Bad Lieutenant d'Abel Ferrara
- Glengarry de James Foley
- Maris et Femmes de Woody Allen
- À toute épreuve de John Woo
- Bob Roberts de Tim Robbins
- The Crying Game de Neil Jordan
- Des souris et des hommes de Gary Sinise
- Peter's Friends de Kenneth Branagh
- Et au milieu coule une rivière de Robert Redford
- Sarafina ! de Darrell Roodt
- Zebrahead (en) d'Anthony Drazan
- Passion Fish de John Sayles
- El Mariachi de Robert Rodriguez
- Simple Men de Hal Hartley
- Le Côté obscur du cœur d'Eliseo Subiela
- L'Œil public de Howard Franklin
- Laws of Gravity (en) de Nick Gomez

### Canadian Perspective
- Léolo de Jean-Claude Lauzon
- Requiem pour un beau sans-cœur de Robert Morin
- Les Sauf-conduits de Manon Briand
- Blue de Don McKellar
- The Fairy Who Didn't Want to Be a Fairy Anymore (en) de Laurie Lynd (en)
- Moose Jaw de Rick Hancox
- My Niagara de Helen Lee (en)

### Midnight Madness
- Candyman de Bernard Rose
- Back to the USSR – takaisin Ryssiin (fi) de Jari Halonen (fi)
- Romper Stomper de Geoffrey Wright
- Braindead de Peter Jackson
- Tetsuo II: Body Hammer de Shinya Tsukamoto
- Swordsman 2 de Ching Siu-tung
- Tokyo décadence de Ryū Murakami
- C'est arrivé près de chez vous de Benoît Poelvoorde, Rémy Belvaux et André Bonzel

### Documentaires
- Chomsky, les médias et les illusions nécessaires de Peter Wintonick et Mark Achbar
- Baraka de Ron Fricke
- Female Misbehavior de Monika Treut